# Spinotarsus tugela
Spinotarsus tugela är en mångfotingart som beskrevs av Kraus 1960. Spinotarsus tugela ingår i släktet Spinotarsus och familjen Odontopygidae. Inga underarter finns listade i Catalogue of Life.